# Youth International Party
Youth International Party, jejichž členové byli známí jako Yippies, byla radikální mládežnická a kontrakulturní odnož hnutí za svobodu slova a protiválečného hnutí v 60. letech. Založena byla v roce 1968. Jsou popisováni jako teatrální, antiautoritářské, nehierarchické a anarchistické mládežnické hnutí ovlivněné novou levicí. Pořádali teatrální kampaně jako např. navržení prasete jako kandidáta na úřad prezidenta Spojených států — jako výsměch k zachování statu quo. Zakladatelé byli Abbie Hoffman, Anita Hoffman, Jerry Rubin, Nancy Kurshan a Paul Krassner.